# Asplenium decompositum
Asplenium decompositum är en svartbräkenväxtart som beskrevs av A. Peter. Asplenium decompositum ingår i släktet Asplenium och familjen Aspleniaceae. Inga underarter finns listade.